# CCL14
CCL14, hemokin (C-C motiv) ligand 14, je mali citokin iz CC hemokin familije. On je takođe poznat kao HCC-1. On se proizvodi kao proteinski prekurzor koji podleže modifikacijama da bi formirao krajnji aktivni protein koji sadrži 74 aminokiseline. On je 46% identičan po aminokiselinskoj kompoziciji sa CCL3 i CCL4. Ovaj hemokin je izražen u nizu tkiva uključujući slezinu, koštanu srž, jetru, mišiće, i creva. CCL14 activira monocite, ali ne indukuje njihovu hemotaksu. Ljudski CCL14 se nalazi na hromozomu 17 u klasteru sa drugim hemokinima iz CC familuje.